# 2023年の大韓民国
2023年の大韓民国 （2023ねんのだいかんみんこく）では、2023年（檀紀4356年）の大韓民国に関する出来事について記述する。

## 他の紀年法
- 檀紀4356年
- 大韓民国105年

## 要職者
- 大統領
  - 第20代: 尹錫悦 （2022年5月10日 - ）
- 国務総理
  - 第48代: 韓悳洙 （2022年5月21日 - ）

## できごと

### 通年
- 韓国における2019年コロナウイルス感染症の流行状況

### 1月
- 1月2日
  - 中華人民共和国からの入国者が到着後のPCR検査義務付けとなる[1]。
  - 最大野党である共に民主党の李在明代表などの幹部は釜山市内で党最高委員会の会議を開いた[1]。
- 1月9日 - 釜山のタワー駐車場から出火し、10分程度で駐車タワー全体が炎に包まれる事態となった[2][3]。
- 1月31日 - パンドラTVのサービス提供が終了

### 2月
- 2月4日 - 全羅南道新安郡沖で漁船が転覆し、9人が行方不明[4]。

### 3月
- 3月5日 - バスケットボール・EASLチャンピオンズウィーク 2023・決勝で安養KGC人参公社がソウルSKナイツを破って初優勝。
- 3月6日 - 徴用工問題で朴振外交部長官が、韓国最高裁が日本企業に命じた賠償金の支払いを韓国の財団が肩代わりする解決策を正式に発表[5]。
- 3月13日 - 2023 ワールド・ベースボール・クラシックのB組で韓国代表が2勝2敗の3位となり、3大会連続で決勝トーナメントに進出できずに敗退[6]。
- 3月16日 - 韓国大統領の尹錫悦が日本を訪問（2日間）し[7]、日本の首相岸田文雄との首脳会談が開催された[8]。主な議題は徴用工問題になると報じられている[9]。また、同国大統領が日本を単独で訪問するのは12年ぶりとなる[7]。尹大統領が徴用工問題の解決策を着実に履行することを明言[10]。
- 3月26日 - アジアリーグアイスホッケー2022-2023のプレーオフファイナルで安養ハルラ（HLアニャン）がレッドイーグルス北海道を3勝2敗で破って3年ぶり7度目の優勝。

### 4月
- 4月5日 - 京畿道城南市盆唐区の亭子橋が崩落し、2人が死傷[11]。
- 4月8日 - トッテナム・ホットスパーFCの孫興民がアジア人初となるプレミアリーグ通算100ゴールを達成[12]。
- 4月11日 - 江原道江陵市で大規模な山火事が発生し、170haを焼き鎮火[13]。
- 4月28日 - 第59回百想芸術大賞の授賞式が行われ、TV部門・大賞にはパク・ウンビン（ウ・ヨンウ弁護士は天才肌）、映画部門・大賞には別れる決心（パク・チャヌク監督）が選出された[14]。

### 5月
- 5月2日 - 共に民主党所属の田溶冀議員が竹島に上陸[15]。
- 5月10日 - 文在寅前大統領のドキュメンタリー映画『文在寅です』が公開[16]。
- 5月19日 - 尹大統領が第49回先進国首脳会議に招待国として参加[17]。
- 5月25日 - 韓国航空宇宙研究院は羅老宇宙センターからヌリ号3号機の打ち上げに成功[18]。

### 6月
- 6月2日 - セリエA・SSCナポリの33年ぶりのリーグ優勝に貢献した金玟哉（キム・ミンジェ）がアジア人初となる同リーグの最優秀ディフェンダー賞を受賞[19]。
- 6月5日 - 国家報勲処が国家報勲部に昇格[20]。また、外交部傘下に在外同胞庁（朝鮮語版）を新設[21]。
- 6月6日 - 国際連合安全保障理事会は翌2024年からの非常任理事国に韓国などの5ヶ国を選出[22]。
- 6月7日 - 京畿道城南市盆唐区の薮内駅の上りエスカレーターが突然停止した後に逆走し、14人が負傷[23]。
- 6月11日
  - 江原道が江原特別自治道に改編[24]
  - 2023 FIFA U-20ワールドカップの3位決定戦で韓国代表がイスラエル代表に敗れて4位となった。
- 6月16日
  - 江原道洪川郡で修学旅行バスなどが絡む多重追突事故が発生し、中学生ら80人以上が負傷[25]。
  - 韓国バスケットボールリーグ(KBL)の高陽デイワンジャンパーズが給与未払いなどが原因で除名処分[26]。
- 6月25日 - この日から始まった豪雨の影響で、少なくとも46人が死亡[27]。
- 6月28日 - 満年齢統一法が施行され、年齢表記が数え年から満年齢に統一された[28]。
- 6月29日 - 7年ぶりの日韓財務対話が行われ、通貨スワップ協定再開に合意[29]。

### 7月
- 7月1日 - 慶尚北道軍威郡が大邱広域市に移管[30]。
- 7月11日 - 2023年のMLBドラフトの5巡目全体148位でアメリカ育ちで沈正洙を父に持つケビン・シムがアリゾナ・ダイヤモンドバックスから指名された[31]。
- 7月14日～30日 - 2023年世界水泳選手権
  - 2023年世界水泳選手権韓国選手団（英語版）
- 7月15日-16日 - 2023年夏朝鮮半島集中豪雨（朝鮮語版）により、慶尚北道醴泉郡で土砂崩れや地滑りが発生した[32]。
- 7月18日
  - 在韓アメリカ軍の兵士が板門店の共同警備区域を見学する民間ツアーに参加していた際、故意に無断で南北軍事境界線を越え、北朝鮮に拘束された[33]。
  - SSCナポリに所属の金玟哉（キム・ミンジェ）がFCバイエルン・ミュンヘンに移籍。移籍金の5000万ユーロは孫興ミン（ソン・フンミン）の3000万ユーロを超えてアジア人歴代最高額[34]。
- 7月21日 - 新林洞通り魔事件。
- 7月25日 - 2023 FIFA女子ワールドカップの初戦でケイシー・フェアが史上最年少の16歳26日で出場[35]。

### 8月
- 8月1日～12日 - 第25回世界スカウトジャンボリーが全羅北道扶安郡セマングムで開催。
- 8月2日 - 狎鴎亭ロールスロイス突進事件。
- 8月3日
  - 2023 FIFA女子ワールドカップのグループHで韓国代表が1勝2敗で敗退となった[36]。
  - 京畿道城南市の盆唐線書峴駅に併設された商業施設で刃物による襲撃で14人が負傷[37]。
- 8月9日 - KBO・SSGランダースの崔廷が史上2人目となる通算450本塁打を達成[38]。
- 8月19日～27日 - 2023年世界陸上競技選手権大会
  - 2023年世界陸上競技選手権韓国選手団（英語版）
- 8月24日 - 日本のALPS処理水の海洋放出の開始に抗議し、ソウルの日本大使館に侵入を試みたとして10人以上が逮捕[39]。

### 9月
- 9月10日 - 2023 WBSC U-18ワールドカップの3位決定戦で韓国代表がアメリカ代表をスコア4-0で破り3位となった。

### 10月
- 10月4日～13日 - 第28回釜山国際映画祭（英語版）
- 10月14日 - KBO・サムスン・ライオンズの呉昇桓がリーグ史上初の通算400セーブを達成[40]。
- 10月29日 - ABU TV ソング・フェスティバル2023

### 11月
- 11月5日 - MLB・サンディエゴ・パドレスの金河成が韓国人初となるゴールドグラブ賞（ユーティリティ部門）を受賞[41]。
- 11月13日 - KBO・2023年の韓国シリーズ（英語版）でLGツインズがKTウィズを4勝1敗で破って29年ぶり3度目の優勝[42]。
- 11月19日 - 2023 アジア プロ野球チャンピオンシップの決勝で大韓民国代表が日本代表に敗れて準優勝だった。
- 11月22日 - 韓国政府、北朝鮮の偵察衛星「万里鏡1号」打上げ（11月21日）に抗議し、2018年の南北軍事合意で停止していた南北軍事境界線付近での偵察飛行再開を表明[43]。
- 11月23日 - 北朝鮮政府、2018年の南北軍事合意を破棄し、中止していたすべての軍事的措置の即時再開を表明。南北間の軍事的緊張が高まった[44]。
- 11月30日 - 2023年慶州地震（朝鮮語版）。午前4時55分頃、韓国南東部の慶州市を震源として、マグニチュード4.0、震源の深さ推定12kmの地震が発生[45]。2023年中に韓国で発生した地震では、2番目に大きい規模だった[45]。

### 12月
- 12月10日 - トッテナム・ホットスパー所属の孫興ミンがプレミアリーグ史上7人目となる8シーズン連続2桁得点を達成[46]。
- 12月12日 - BTSのメンバーのJIMINとJUNG KOOKが陸軍に入隊し、同グループの全員が兵役義務の履行を開始[47]。
- 12月15日 - KBO・キウム・ヒーローズからポスティング申請していた李政厚がMLB・サンフランシスコ・ジャイアンツと6年1億1300万ドルの契約し、この日に入団[48]。
- 12月17日 - 仁川広域市南洞区論峴洞（英語版）のホテルで火災が発生し、54人が負傷[49]。
- 12月22日 - 京畿道水原市の水原駅バス乗り換えセンターでバスが歩行者に突っ込み、1人が死亡、17人が負傷[50]。

## 周年
- 6月13日 - BTSのデビューから10年[51]。
- 7月27日 - 朝鮮戦争休戦協定から70年[52]。
- 10月12日 - 金大中と小渕恵三の両首脳による日韓共同宣言から25年[53]。

## 死去

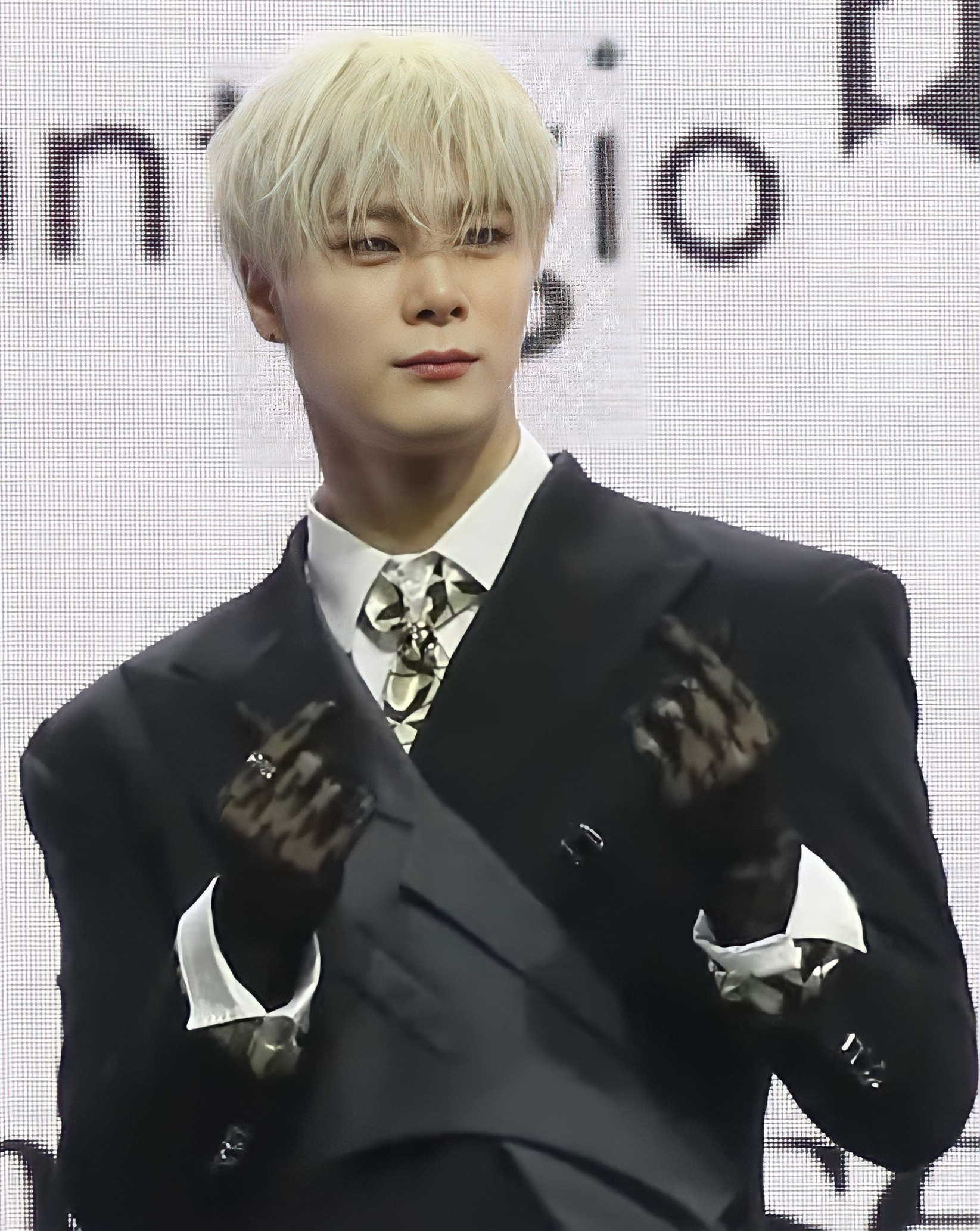
ムンビン

- 1月19日 - ユン・ジョンヒ（英語版）：女優（* 1944年）
- 1月23日 - 権甲龍：囲碁棋士（* 1957年）
- 1月21日 - 金彦任重：野球選手 (投手)、監督（* 1936年）
- 1月31日 - 金英姫（英語版）：バスケットボール選手（* 1963年）
- 2月14日 - 呉鐸藩：詩人（* 1943年）
- 3月11日 - クォン・ビョンギル：俳優（* 1946年）
- 3月24日 - 尹埴：経済学者（* 1939年）
- 4月4日 - 朴景和（朝鮮語版）：サッカー選手、監督（* 1939年）
- 4月19日 - ムンビン：歌手 (ASTRO)（* 1998年）
- 5月12日 - ヘス（朝鮮語版）：歌手（* 1993年）
- 5月17日 - 李聖珉：アナウンサー（* 1966年）
- 5月28日 - 崔一男：小説家（* 1932年）
- 6月20日 - チェ・ソンボン（英語版）：歌手（* 1990年）
- 6月23日 - 姜萬吉：歴史学者（* 1933年）
- 7月1日 - パク・キュチェ：俳優（* 1938年）
- 7月1日 - 安正孝：小説家、翻訳家（* 1941年）
- 7月9日 - イ・ジス（朝鮮語版）：お笑いタレント（* 1993年）
- 8月15日 - 尹起重：経済学者、延世大学校名誉教授、現職大統領の尹錫悦の父（* 1931年）
- 9月11日 - 李相薫：軍人、第27代国防部長官（* 1933年）
- 9月13日 - 李鍾煥：実業家（* 1923年）
- 9月18日 - ピョン・ヒボン（英語版）：俳優（* 1942年）
- 10月7日 - 盧仁煥：政治家、実業家（* 1932年）
- 10月10日 - 金南祚：詩人（* 1927年）
- 10月14日 - パク・ソボ（英語版）：画家（* 1931年）
- 10月16日 - 白永勲：経済学者（* 1930年）
- 10月21日 - 金永棹：登山家、探検家（* 1924年）
- 11月6日 - チャーリー・パク：歌手（* 1955年）
- 12月3日 - キム・スヨン（英語版）：映画監督（* 1929年）
- 12月18日 - 徐京植：作家、文学者（* 1951年）
- 12月27日 - イ・ソンギュン：俳優（* 1975年）
- 12月31日 - 李載祿：宗教活動家（* 1943年）